# Vargem Bonita (kommun i Brasilien, Minas Gerais, lat -20,41, long -46,31)
Vargem Bonita är en kommun i Brasilien.   Den ligger i delstaten Minas Gerais, i den sydöstra delen av landet, 500 km söder om huvudstaden Brasília. Antalet invånare är 2 163.
Följande samhällen finns i Vargem Bonita:
- Vargem Bonita

Omgivningarna runt Vargem Bonita är huvudsakligen savann. Runt Vargem Bonita är det ganska glesbefolkat, med 28 invånare per kvadratkilometer.